# Pyrinia aurantiaca
Pyrinia aurantiaca är en fjärilsart som beskrevs av Butler 1881. Pyrinia aurantiaca ingår i släktet Pyrinia och familjen mätare. Inga underarter finns listade.